# Ernest Scott (Historiker)

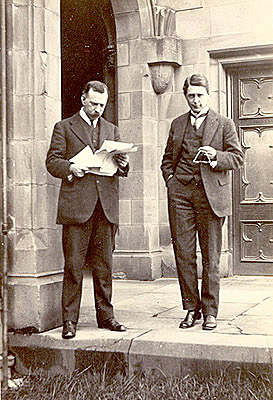
Ernest Scott (links) und William Harrison Moore in der Universität von Melbourne, zwischen 1914 und 1918

Sir Ernest Scott (* 21. Juni 1867 in Northampton; † 6. Dezember 1939 in Melbourne) war ein britisch-australischer Historiker, Journalist, Autor und Theosoph.

## Leben und Werk

### Kindheit, Ausbildung, Ehen und Kinder
Ernest Scott wurde am 21. Juni 1867 in Northampton als Sohn von William und Hannah Scott geboren. Der Vater war Ziviltechniker, die Mutter Haushälterin. Schulbesuch an der St Katherine’s Church of England School in Northampton, einer von der Church of England betriebenen Grundschule, daran anschließend wirkte er dort als Lehrer. Seine atheistische Einstellung brachte ihn jedoch bald in Gewissenskonflikte mit der Lehrmeinung der Kirche. Daraufhin gab er diese Beschäftigung auf und betätigte sich als Journalist bei einer Lokalzeitung und später bei der London Globe. 1892 nach Australien emigriert, arbeitete er bis 1895 in Melbourne für die Zeitung The Herald.
Am 7. Mai 1892 heiratete er in Marylebone Mabel Besant, die Tochter der bekannten Frauenrechtlerin und Theosophin Annie Besant. Aus der Ehe ging Tochter Muriel (1893–1924) hervor. Auf Betreiben seiner Frau nannte er sich nun Ernest Besant-Scott, die Ehe war ab etwa 1896 von Entfremdung geprägt und bestand nur mehr auf dem Papier, wurde aber erst 1915 formell geschieden. 1909 kehrte seine Frau Mabel mit Tochter Muriel wieder nach England zurück. Nach der offiziellen Scheidung heiratete er am 25. Mai 1915 in Melbourne ein weiteres Mal, diese Ehe mit Emily Illinden Fortuna blieb kinderlos.

### Als Theosoph
Anfang der 1890er-Jahre trat er der Theosophischen Gesellschaft (TG) bei und rief 1894 in Melbourne die theosophische Zeitschrift The Austral Theosophist ins Leben, für die er auch als Herausgeber fungierte. Die erste Ausgabe erschien am 1. Januar 1894, doch schon im Februar 1895 stellte er sie wieder ein, nachdem er seine journalistische Tätigkeit beendet, und als Stenograf zu arbeiten begonnen hatte. In dieser Zeit trat er wieder aus der TG aus. Vermutlich war Scott nicht aus innerer Überzeugung Theosoph geworden, sondern unter dem Eindruck seiner Frau Mabel und Schwiegermutter Annie Besant der TG beigetreten. Als die Ehe mit Mabel um 1896 aus den Fugen geriet, verlor er auch die Bindung an die Theosophie und trennte sich von der Organisation.

### Als Stenograf, Autor und Historiker
Von 1895 bis 1901 arbeitete Scott für das Parlament des australischen Bundesstaates Victoria als Stenograf (Hansard Writer = Parlamentsstenograf). Daran anschließend bis 1913 (1914?) übte er dieselbe Tätigkeit für das Parlament des British Commonwealth in Australien aus. Die Geschwindigkeit, mit der er die Kurzschrift beherrschte, war legendär, selbst bei heftigen Parlamentsdebatten mit zahlreichen Zwischenrufen verlor er nie die Übersicht und konnte aus seinen Aufzeichnungen eine lückenlose Protokollierung aller Reden vorlegen.
An Geschichte interessiert, begann er sich autodidaktisch mit der Entstehung der australischen Nation zu beschäftigen und veröffentlichte ab 1910 eine Reihe von Werken zu diesem Thema die für Aufsehen in der Fachwelt sorgten. Als 1913 der Lehrstuhl für Geschichte an der University of Melbourne vakant war, wurde Scott auf diesen Posten berufen, obwohl er keinen akademischen Grad vorweisen konnte und nie eine Hochschule besucht hatte. Bis zu seiner Pensionierung 1936 lehrte er britische, australische und europäische Geschichte.
Im Juni 1939, kurz vor seinem Tod, wurde er zum Knight Bachelor erhoben. Die University of Melbourne benannte ihm zu Ehren den Lehrstuhl für Geschichte und vergibt regelmäßig den Ernest-Scott-Preis für eine herausragende historische Arbeit.

## Werke (Auswahl)
- A History of the University of Melbourne. Melbourne University Press, Melbourne 1936.
- A Short History of Australia. Humphrey Milford, London 1916.
- Lapérouse. Angus & Robertson, Sydney 1912.
- Terre Napoléon, a history of French explorations and projects in Australia. Methuen, London 1910.
- The Life of Captain Matthew Flinders. Angus & Robertson, Sydney 1914.